# Гурамишвили, Давид Георгиевич
Князь Давид Георгиевич Гурамишвили (груз. დავით გიორგის ძე გურამიშვილი; 1705 — 21 июля (1 августа) 1792) — грузинский поэт, крупнейший представитель национального предромантизма.

## Биография
Родился в селе Сагурамо близ Мцхеты, происходил из княжеского рода, потомков фамилии Зедгенидзе, одного происхождения с родом Амилахвари. В 18 лет принимал участи в сражении при Зедавеле, в котором войска картлийского царя Вахтанга VI были разбиты турецкими войсками, действовавшими вместе с лезгинами и грузинами-изменниками. Поражение ввергло Грузию в состояние хаоса; это тяжёлое для страны время Гурамишвили впоследствии описал в поэме «Беды Грузии» (ქართლის ჭირი). Семья родителей вынуждена была скрываться в горном ущелье в селении Ламискана. Школьного образования получить не смог.
Около 1728 года он, находившийся на полевых работах, был похищен лезгинскими разбойниками, и несколько месяцев провёл в плену, пока ему не удалось сбежать. За 12 дней, питаясь ягодами, Гурамишвили пешком добрался через горные хребты на север — до долины Терека, где ему оказали помощь жители казачьей станицы. Оттуда он отправился в Москву, где присоединился к свите переселившегося в Россию царя Вахтанга. Гурамишвили принял живое участие в предпринятых царём культурных начинаниях. После смерти Вахтанга в 1737 году члены его свиты приняли русское подданство. Гурамишвили был зачислен рядовым грузинского гусарского полка; также ему были пожалованы поместья в Малороссии, близ Миргорода (село Зубовка).
Он участвовал в кампаниях против Османской империи, Швеции (Фридрихсгамский бой) и Пруссии. Во время последней, в 1758 году, был тяжело ранен, попал в плен под Кюстрином и около года содержался в тюрьме в Магдебурге. В декабре 1759 года был освобождён и отпущен назад в Россию. Вернувшись, Гурамишвили по состоянию здоровья вышел в отставку и поселился в своих малороссийских владениях вместе с молодой женой, княгиней Татьяной Амилашвили.
Там он уделял значительное внимание хозяйству (в частности, обучил украинских крестьян пользоваться распространёнными в Грузии водяными мельницами) и приступил к составлению «Давитиани» (დავითიანი, буквально «Давидово») — огромного цикла автобиографической лирики, завершённого в 1787 году и отправленного с посольством в Грузию, где он был опубликован в 1870 году. В стихах Гурамишвили выражает тревогу за судьбу родины, описывает её бедствия и события своей жизни, выражает надежду на возрождение Грузии. Отказавшись от восточного влияния, он заметно приблизил поэтический язык к разговорной речи, изображал повседневную жизнь украинских крестьян (например, в анакреонтическом стихотворении «Зубовка»). Одновременно многие его стихи отмечены трагическим христианским мировоззрением, мистической глубиной; широко известны его контакты с крупнейшим украинским мистиком Григорием Сковородой. В поэме «Пастух Кацвия» (ქაცვია მწყემსი) эти две линии его творчества соединяются: поэт описывает идиллическую жизнь Грузии, избавленной от раздоров и войн, напоминающую жизнь человека до грехопадения.
Судьба сочинений Гурамишвили своеобразна и драматична. И. Л. Андроников писал: 

Незадолго до смерти, полуслепым стариком, он вписал все свои сочинения в толстую книгу и, узнав, что в Кременчуг прибыл грузинский посланник при русском дворе царевич Мириан, отослал ему труд всей своей жизни в надежде, что стихи и поэмы, писанные по-грузински в полтавской деревне, — найдут путь на родину и станут известны грузинским читателям.

Все, однако, случилось совсем не так, как рассчитывал поэт. Рукопись его в Грузию не попала. Туда дошли только копии. А самая рукопись почти сто лет спустя после смерти Гурамишвили была куплена в Петербурге, в антикварном магазине на Литейном проспекте. И то потому, что случайно попалась на глаза студенту, который смог прочесть заглавие и первые листы текста и понял значение находки. В ином случае мы не имели бы ни одной собственноручной строки этого замечательного поэта.
Гурамишвили скончался в 1792 году и был погребён в миргородской Вознесенской церкви; в 1949 году на могиле поэта воздвигнут памятник. Его стихотворения широко переводились на русский (Н. Заболоцкий и другие) и украинский (Н. Бажан) языки.
В 1965 году в Тбилиси на проспекте Чавчавадзе открыт памятник поэту (скульптор М. Бердзенишвили).

## Галерея
- Памятник Давиду Гурамишвили в Тбилиси